# William Grant & Sons

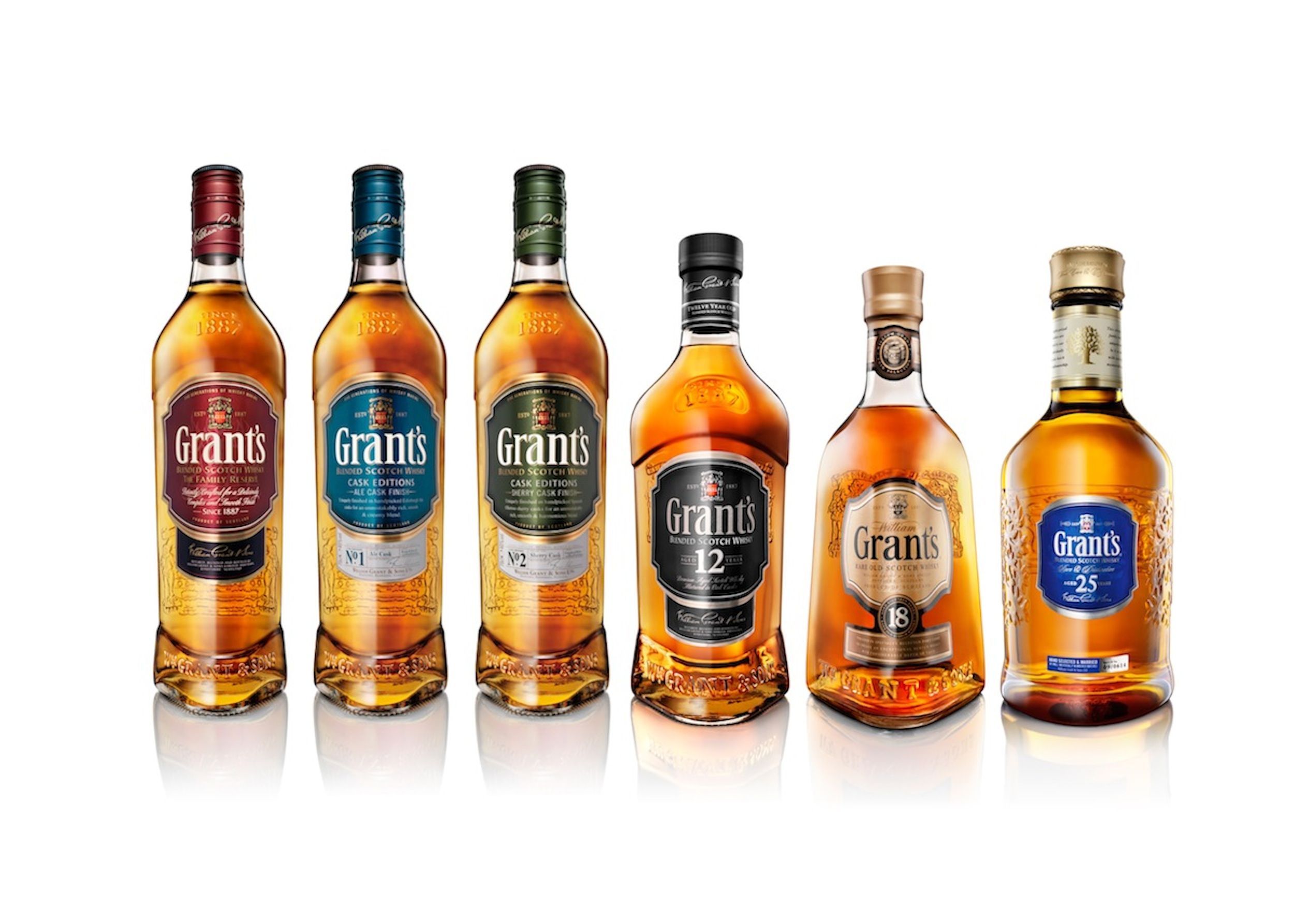
Gamme de Whisky William Grant

William Grant & Sons Ltd. est une société familiale indépendante écossaise qui  distille et distribue du scotch whisky et d’autres spiritueux. La société a été fondée en 1886 par William Grant et est maintenant contrôlée par les descendants du fondateur. C’est la plus grande entreprise du monde du whisky écossais encore  propriété familiale.
"William Grant & Sons" est souvent abrégé en "W. Grant & Sons" voire simplement en "Grant's" depuis le lancement du blend du même nom.
La société est le troisième plus grand producteur de scotch whisky avec 10,4 % du marché. Elle se positionne après Diageo et Pernod Ricard. Le siège administratif est au Strathclyde Business Park dans le North Lanarkshire. Son département marketing est à Richmond dans la banlieue de Londres. La société est membre de la Scotch Whisky Association.

## Histoire
William Grant est né à Dufftown en 1839. Il travaille à la distillerie de Mortlach tout en espérant posséder un jour sa propre distillerie.
En 1886, il pose la première pierre de sa distillerie : Glenfiddich, et le 25 décembre 1887 a lieu la première distillation.
En 1892, l'entreprise William Grant & Sons achète une seconde distillerie, située à proximité de la première, Balvenie, et en 1898 nait le premier blend issu uniquement des deux distilleries de la société : Grant’s
En 1997, William Grant & Sons s’allie avec la famille Robertson (The Edrington Group) pour fonder par coentreprise une nouvelle société, Highland Distillers.
En juillet 2014, William Grant & Sons serait intéressé par acquérir la marque de liqueur Drambuie. En septembre 2014, William Grant & Sons annonce l'acquisition de la marque de liqueur Drambuie pour un montant inconnu.

## Notoriété
L’entreprise William Grant & Sons a toujours été pionnière dans le monde du whisky :
- Première marque de whisky à exporter sa production.
- Elle a révolutionné le design des bouteilles en lançant dans les années 1950 une bouteille triangulaire, qui assoit sa notoriété du début du XXIe siècle à nos jours.
- Elle été la première à mettre à vendre dans les années 1960 un single malt, le Glenfiddich de 10 ans.
- Elle a été la première société à ouvrir ses distilleries aux visiteurs en créant un centre d’accueil du public au sein de Glenfiddich.

## Distilleries
- Glenfiddich
- Balvenie
- Kininvie
- Girvan (Distillerie de grain)
- Hendricks
- Tullamore DEW
- Tuthilltown (Distillerie de bourbon)
- Convalmore (qui ne sert que d’entrepôt pour la maturation du Glenfiddich)

## Les marques
La principale marque de l’entreprise est bien sûr Glenfiddich, la meilleure vente au monde de single malt avec 17,37 % des ventes mondiales du secteur[réf. nécessaire]. C’est plus que les ventes additionnées de ses deux suivants directs[réf. nécessaire].
La marque la plus importante de blend est Grant's. C'est la quatrième plus grosse vente de blend au monde[réf. nécessaire].

### Marques principales
- Glenfiddich
- Grant's
- The Balvenie
- Hendrick's Gin
- Monkey Shoulder
- Tullamore DEW

### Autres marques
- Reyka (Vodka)
- Sailor Jerry (rhum)
- Milagro (Tequila)
- Hudson (Bourbon)
- Drambuie
- Old Vatted Demerara (rhum)
- Wood's 100 Old Navy (rhum)
- Vat 19 (rhum)
- Gibson's Finest (Canadian whisky)
- Clan MacGregor (blended Scotch whisky)
- Taboo

### Les marques de Highland Distillers
- The Famous Grouse
- Macallan
- Highland Park
- Black Bottle
- Gloag's London Dry Gin